# Łatwa dziewczyna (album)
Łatwa dziewczyna – czwarty z kolei album zespołu Fanatic wydany na kasecie magnetofonowej w roku 1992.

## Lista utworów
Strona A
1. Zrób to (muz. i sł. Sławomir Osuchowski)
2. Uwierz mi (muz. i sł. twórcy ludowi)
3. Wielki bal (muz. Jurij Szatunow, sł. Sławomir Skręta)
4. Ania (muz. i sł. Sławomir Osuchowski)
5. To nie tak (muz. Sławomir Osuchowski, sł. Sławomir Skręta)

Strona B
1. Dziewczyna wymarzona (muz. Shakin Stevens, sł. twórcy ludowi)
2. Proszę o Twój uśmiech (muz. i sł. twórcy ludowi)
3. Zakochany chłopak (muz. i sł. Sławomir Osuchowski)
4. Łatwa dziewczyna (muz. Sławomir Osuchowski, sł. Sławomir Skręta)